# Рудорф, Георг
Карл Георг Рудорф (нем. Karl Georg Rudorf; 27 января 1868, Баутцен — 2 февраля 1948, курорт Харта, Тарандт) — директор сельскохозяйственной школы «Акербаушюле» в городе Квакенбрюк (Нижняя Саксония), реформатор нижнесаксонского сельского хозяйства; после окончания университета, получил кандидатскую степень в области сельского хозяйства в Дрездене; c 1899 года являлся председателем сельскохозяйственной ассоциации Квакенбрюка.

## Биография
Карл Георг Рудорф родился 27 января 1868 года в Баутцене; он провел свою юность в Дрездене. После окончания Дрезденского университета он защитил диссертацию и получил степень кандидата наук в области сельского хозяйства. В 1898 году Рудорф согласился на пришедшее ему приглашение стать учителем в сельскохозяйственной школе, основанной в 1874 году в Квакенбрюке, в земле Нижняя Саксония; c 1899 года он также являлся председателем местной сельскохозяйственной ассоциации. 1 апреля 1900 года был назначен директором школы.
Кроме того, Рудорф являлся почетным председателем Ассоциации выпускников «Акербаушюле», председателем Ассоциации сельскохозяйственного круга Берзенбрюк и главным руководителем свежесозданных сельскохозяйственных экспериментальных центров в Менслаге, Бадбергене и Брамше. После окончания Первой мировой войны, с 1925 года, сельскохозяйственное училище перешло в формальную собственность администрации района Берсенбрюк, а в 1928 году сам Рудорф стал членом Королевского сельскохозяйственного общества в Ганновера, в котором он занял пост члена сельскохозяйственного совета.
Среди особых заслуг Георга Рудорфа в области сельского хозяйства региона исследователи отмечали создании и развитии им экспериментальных сельскохозяйственных объединений, создание ассоциации по контролю качества молочных продуктов и Оснабрюкского общества по разведению племенного рогатого скота. Он, одновременно, проводил успешные опыты в области регионального животноводства и поддерживал фермеров региона своим опытом в экономической и управленческой сферах.
В период правления Рудорфа диплом сельскохозяйственной школы в Квакенбрюке получил государственное признание: выпускники получали как аттестат зрелости, так и право на поступление в высшее сельскохозяйственное учебное заведение. Он вышел в отставку с должности директора 1 марта 1933 года, успев обучить около тысячи будущих фермеров; самого Рудорфа частно называли «Акердоктор». После прихода к власти в Германии национал-социалистов, сельскохозяйственная школа была в 1935 году на короткое время переименована в «Высшую сельскохозяйственную школу», а в 1937 стала называться Сельскохозяйственная школа в Бадбергене.
Георг Рудорф умер 2 февраля 1948 года на курорт Харта рядом с Тарандтом: похороны, согласно его собственному желанию, состоялись кладбище Святого Иоанна в Дрездене (Dresdner Johannisfriedhof). Его жена умерла через две недели и была похоронена там же.

## Работы
- Die Wirkung des Stickstoffs in den festen und flüssigen Auswurfstoffen von Rind, Pferd und Schaf bei einem Feldkulturversuche mit Hafer, Inaugural-Dissertation… Verlag E. M. Monse, 1897.

## Семья
Георг Рудорф был женат на Эмми Эмили Рудорф, урождённой Арп (род. 1875 в Лабё, Шлезвиг-Гольштейн); их дом располагался рядом с сельскохозяйственной школой, на улице Вольдштрассе (Wohldstraße). 24 апреля 1902 года в семье родился сын — Ханнс Йоахим Рудорф, а 11 июня 1903 года последовало рождение дочерей Шарлотты и Маргарет Херты Рудорф; однако Шарлотта Рудорф умерла в Квакенбрюке уже 11 июня 1910 года. Ханнс Йоахим также начал работать в сельскохозяйственной сфере, вместе со своим отцом; затем Рудорф-младший преподавал в сельскохозяйственной школе в вестфальском Люббеке; погиб на фронте мировой войны, в 1944 году, в подмосковном Тушино. Уже будучи пенсионером, в октябре 1937 года, Георг переехал с женой, дочерью и внучкой на курорт Харта в Саксонию; в начале Второй мировой войны он вновь ненадолго вернулся к преподаванию: работал в городе Нойштадт-ам-Рюбенберге в Нижней Саксонии. После смерти Георга Рудорфа его дочь переехала в Шпехтсхаузен, а внучка поселилась в Вильсдруф.